# Toninia scorigena
Toninia scorigena är en lavart som först beskrevs av Johannes Müller Argoviensis, och fick sitt nu gällande namn av Lumbsch & Messuti. Toninia scorigena ingår i släktet Toninia och familjen Ramalinaceae.   Inga underarter finns listade i Catalogue of Life.